# Simon Collins
Simon Philip Nando Collins (Hammersmith, 14 de septiembre de 1976) es un músico británico-canadiense. Es el líder de la banda de rock progresivo Sound of Contact. Collins es el hijo del cantante y baterista Phil Collins y de Andrea Bertorelli, primera esposa de Collins. Es medio hermano de las actrices Joely Collins y Lily Collins. Nació en Londres, pero se crio en Vancouver, Canadá.

## Discografía

### Estudio
- 1999: All of Who You Are
- 2005: Time for Truth
- 2008: U-Catastrophe
- 2020: Becoming Human

### Sencillos
| Año                                  | Sencillo        | Posición en las listas | Posición en las listas | Posición en las listas | Álbum              |
| Año                                  | Sencillo        | CAN                    | ALE                    | EE. UU.                | Álbum              |
| ------------------------------------ | --------------- | ---------------------- | ---------------------- | ---------------------- | ------------------ |
| 1999                                 | "Pride"         |                        | 31                     | —                      | All of Who You Are |
| 2000                                 | "Money Maker"   | —                      | —                      | —                      | All of Who You Are |
| 2000                                 | "Shine Through" | —                      | 75                     | —                      | All of Who You Are |
| 2005                                 | "Man on TV"     | —                      | —                      | —                      | Time for Truth     |
| 2005                                 | "Hold On"       | —                      | —                      | —                      | Time for Truth     |
| 2008                                 | "Unconditional" | 99                     | —                      | 17                     | U-Catastrophe      |
| 2008                                 | "Powerless"     | —                      | —                      | —                      | U-Catastrophe      |
| "—" no entró en las listas de éxitos |                 |                        |                        |                        |                    |

### Sound of Contact
- 2013: Dimensionaut

### Con otros artistas
- 2012: Genesis Revisited II (con Steve Hackett)